# El Jovión
El Jovión är en ort i Mexiko.   Den ligger i kommunen San Bartolo Tutotepec och delstaten Hidalgo, i den sydöstra delen av landet, 150 km nordost om huvudstaden Mexico City. El Jovión ligger 1 291 meter över havet och antalet invånare är 134.
Terrängen runt El Jovión är bergig norrut, men söderut är den kuperad. Runt El Jovión är det ganska tätbefolkat, med 149 invånare per kvadratkilometer. Närmaste större samhälle är Huehuetla, 17,3 km öster om El Jovión. Omgivningarna runt El Jovión är en mosaik av jordbruksmark och naturlig växtlighet.